# Стан Смит (Американски татко!)
Вижте пояснителната страница за други значения на Стан Смит.
Станли „Стан“ Смит е главният герой в анимационния телевизионен сериал Американски татко!. Стан е агент на ЦРУ и по-нататък в сериите е повишен на заместник-заместник директор, което го поставя на трето място по важност в ЦРУ след заместник-директора Бълок и директора на ЦРУ, който не е показан. Стан е озвучен в оригинал от Сет Макфарлън.

## Биография
Като малък на Стан е бил даден лош съвет за секс, довеждащ до това да вярва че мастурбацията ще доведе до израстване на косми по дланите, и разтопяване на очите. Стан е посещавал гимназията „Джон ДеЛореон“ през края на 70-те и началото на 80-те. Стан е бил непопулярен ученик и имал много акне. Предполага се, че е живял в Мичиган, тъй като Джон ДеЛореон е бил роден там, но също така е показано, че Стан е живял в Ню Йорк по това време. Той срещнал любовта на живота си ‎Франсин когато е бил в колеж преди 20 години. Тя е пътувала на автостоп и той я качил в колата си. Докато пътували, Стан блъснал миеща мечка, която той застрелял, за да я избави от страданията. Франсин сметнала, че това е най-състрадателното нещо, което е виждала някога. Те започнали да се срещат и по-късно същата година се оженили.

## Семейство
Стан е на приблизително 42 години, защото ‎Франсин, която е 10 месеца по-млада от него, е на 41. Те имат 2 деца – Хейли и Стиви. Стан позволява на Роджър да живее с тях, защото извънземното спасило неговия живот в Район 51, и Роджър си втълпява, че е част от семейството. Неговата златна риба Клаус е бил скиор за Източна Германия, което обяснява как той може да говори, за да накара Клаус да загуби на зимните олимпийски игри през 1986 Стан сменя мозъка му с този на златна риба и оттогава Клаус живее при тях в тяло на риба.
Семейството на Стан живее на „1024 Cherry Street in Langley Falls, Virginia“ в близост до ЦРУ.
Патриотизмът на Стан се предполага е наследен от баща му Джак Смит. Баща му е шпионин за групировка на име „Scarlet Alliance“.
Джак не могъл да дойде на сватбата, затова Стан наел човек за сватбата, да се преструва, че е баща му, но лъжата продължилаа за следващите 20 години от брака им. Стан по принцип боготворял баща си, Джак, докато един ден не разбрал, че той е крадец на бижута. Самоличността на майката на Стан е неразкрита, но според неговите описания тя е много привлекателна жена. Стан също има брат, който живее в Мичиган.